# ShadowLine
ShadowLine, Inc è un marchio fondato da Jim Valentino nel 1992 per la casa editrice statunitense Image Comics. Valentino è anche cofondatore della Image e quindi la Shadowline è riconosciuta come "partner studio" che si affianca a quelli degli altri sei fondatori della casa editrice. La prima serie a fumetti scritta e disegnata da Valentino per la Image è Shadowhawk, di genere supereroistico e da cui il marchio prende il nome. Nel corso degli anni, però, le opere pubblicate dalla Shadowline si discostano dal mainstream fumettistico statunitense incentrato sui supereroi. Valentino con il suo studio vuole dare spazio a storie alternative e diversificate per quanto riguarda i generi e le tematiche affrontate. Questo approccio porta alla Image nuovi autori e idee contribuendo a cambiare la stessa politica editoriale della casa editrice.

## Storia editoriale

### Antefatto
Jim Valentino iniziò la sua carriera alla fine degli anni 1970 creando soprattutto fumetti autobiografici. Nei primi anni ottanta crea il personaggio di Normalman grazie alla casa editrice canadese di fumetti indipendenti Aardvark-Vanaheim. Le intenzioni iniziali prevedono una limite-series di tredici numeri ma ne pubblica solo otto, la serie viene poi conclusa dalla Renegade Press.
Alla fine degli anni ottanta Valentino inizia a lavorare per la Marvel Comics su alcune serie di supereroi. La sua opera più importante per la Marvel è il suo ciclo di storie sulla serie dei Guardiani della Galassia, pubblicata tra la fine degli anni ottanta e i primi anni novanta. Nonostante questo le vendite non raggiungono le strabilianti quote di autori quali Rob Liefeld (con New Mutants e X-Force), Todd McFarlane (con il suo Spider-Man) o Jim Lee (con gli X-Men). Jim non è quindi una star del mondo dei comic come gli altri artisti che, lasciando la Marvel, decidono di sfidarla fondando una nuova casa editrice nel 1992 ovvero la Image. Il fattore scatenante nella sua genesi è la volontà di questi autori, i cui albi Marvel vendevano milioni di copie, di poter creare fumetti di cui detenevano i diritti e di cui quindi potevano avere l'intero ricavo dalle vendite (al netto delle spese), secondariamente non è da sottovalutare la prospettiva di una libertà creativa incondizionata. L'idea parte da Rob Liefeild al quale si aggregano altri top-seller quali McFarlane, Erik Larsen, Jim Lee, Marc Silvestri e Whilce Portacio. Tra questi il meno conosciuto è Jim Valentino che, rispetto agli altri, si trova anche a dover mantenere una famiglia con due figli e senza la sicurezza economica data da un lavoro retribuito come dipendente alla Marvel. Il ritorno all'editoria indipendente è un salto rischioso ma Rob lo vuole fortemente con loro per iniziare la nuova impresa e Valentino si lascia convincere prendendo una decisione azzardata ma che risulterà vincente.

### Fondazione e prima fase (1992-1999)
(Jim Valentino)
Valentino lascia la Marvel nel 1992 divenendo cofondatore della Image Comics insieme a Rob Liefeld, Erik Larsen, Jim Lee, Todd McFarlane, Marc Silvestri e Whilce Portacio. In termini di vendite la Image si impone rapidamente come terzo polo del mercato fumettistico statunitense. Si tratta del primo editore indipendente che riesce ad avvicinare in termini di copie vendute il duopolio DC-Marvel che dura da decenni. I fondatori della nuova casa editrice prendono il nome di Partner (associati) e nessuno di loro è sottoposto al controllo o alle direttive di uno degli altri partner o di un Editor-in-Chief, figura onnipresente nelle pubblicazioni Marvel e DC, spesso responsabile di censura e/o limitazioni di carattere narrativo e grafico degli albi da pubblicare. Alla Image, i soci fondatori godono quindi di un'ampia libertà e indipendenza, fattore che inizialmente diviene la forza propulsiva delle loro creazioni ma che nel medio-lungo termine porterà a disguidi interni e mancata pubblicazione entro le date di distribuzione annunciate. Inizialmente questa indipendenza è ulteriormente sottolineata dalla fondazione di diversi studios, ognuno dei quali fa riferimento a uno dei partner. Si formano così gli Extreme Studios (di Liefeld), i Todd McFarlane Productions, gli Highbrow Entertainment (di Larsen), i Top Cow Productions (di Silvestri), i  Wildstorm Studios (di Jim Lee, in cui rientra anche Whilce Portacio). Jim Valentino fonda quindi una sua etichetta, la ShadowLine, attraverso la quale ha la possibilità di dare spazio a diversi progetti e iniziative che tenderanno a diversificare l'offerta della Image. Si tratta infatti del partner Image che sarà più propenso e attivo nel proporre fumetti e autori al di fuori del genere mainstream del mercato. ShadowLine è stata ufficialmente creata nel dicembre 1992, quando il logo fece la sua prima apparizione sulla parte interna della cover di ShadowHawk n. 3, con data di copertina gennaio 1993. Il lancio definitivo avviene qualche mese dopo con l'albo Shadowline Special n. 1, un albo antologico che presenta quattro storie ognuna con personaggi differenti quali: Shadowhawk III, The Pact, J.P.Slaughter e The Others. Appare per la prima volta su una cover il logo Shadowline che, tra l'altro, presta il nome al titolo dell'albo. Da notare che si tratta di una pubblicazione in bianco e nero, una novità per la Image dell'epoca, e si presenta quindi graficamente simile agli indie-comics degli anni ottanta. Resta evidente come Valentino sia pronto a portare il suo imprint verso nuove strade narrative più vicine al fumetto indipendente che non affiancarsi al mainstream supereroistico del duopolio Marvel/DC. Questo fase però non si manifesta negli intenti dell'artista per gran parte degli anni novanta, in quanto decide di puntare su un personaggio di sua creazione quale Shadowhawk che rappresenta una deriva creativa di tipologie di character in voga alla Marvel e alla DC. Si tratta infatti di un vigilante mascherato che punisce i criminali con metodi violenti ed efferati, incarnando il ruolo di giudice, giuria e boia già visto in una miriade di vigilanti quali Punisher, Foolkiller, Ghost Rider e altri della scuderia Marvel. Nel modo di muoversi ed equipaggiarsi ricorda però il Batman della DC. La prima creazione Image di Valentino (e dell'imprint Shadowline) incarna quindi stilemi narrativi tipici della Dark Age del fumetto statunitense, ovvero: <<very dark, very gritty, very realistic e very character driven>> (ovvero molto cupo, molto crudo, molto realistico e fortemente incentrato sul protagonista). Questa scelta iniziale di Valentino si dimostra però vincente oltre ogni aspettativa dell'autore in quanto Shadowhawk n. 1 (agosto 1992) si piazza al primo posto nella classifica del vendite e nei mesi successivi si colloca costantemente nelle prime dieci posizioni. Questo porta Jim a raggiungere quella sicurezza finanziaria che gli permetterà di passare a progetti più personali e autoriali nella seconda metà degli anni novanta. Inizialmente l'imprint Shadowline viene concepito come uno studio per occuparsi degli affari e delle creazioni dello stesso Valentino. Non segue da subito la strada intrapresa da altri partner Image quali Jim Lee, Rob Liefeld e Marc Silvestri, che attraverso i loro studios promuovono e lanciano diversi nuovi autori e artisti. Gradualmente però Jim sente la necessità di cominciare a interpellare altri autori per espandere l'universo e la mitologia del suo Shadowhawk e, con una scelta avveduta, affida ad Alan Moore il compito di scrivere le origini definitive del personaggio. Un altro aspetto vincente dell'universo del suo vigilante è il fattore generazionale che caratterizza l'ater ego di Shadowhawk, differente a seconda delle epoche. Tale idea è stata sviluppata da Kurt Busiek, altro autore pluripremiato nel mondo dei comics.
A partire dal 1997 vi è una prima svolta per la Shadowline in quanto Jim Valentino realizza una miniserie in bianco e nero di sei albi intitolata A Touch of Silver, una storia semi-autobiografica su un giovane fan di fumetti, opera che si discosta dagli usuali canoni Image a cui si rifanno gli altri partner Image. Il mercato è però reduce dal collasso delle vendite del biennio 1995-1996 e Jim intuisce la necessità di diversificare le proposte della casa editrice. Le pubblicazioni mainstream dominate da sgargianti supereroi in tute colorate non garantiscono più la sopravvivenza nel mondo dei comic statunitensi. La Image aveva già provato ad attrarre autori indipendenti quali Jeff Smith (con Bone) e Terry Moore (con Strangers in Paradise) ma dopo una breve permanenza hanno preferito tornare al self-publishing, cioè all'auto produzione. Jim è nato all'interno del mercato indipendente degli anni ottanta e conosce le difficoltà legate alla produzione e distribuzione di opere creator-owned, vorrebbe quindi trovare il modo per distribuire proposte alternative andando incontro alle esigenze degli autori indipendenti. La Shadowline diviene quindi il fulcro di questa iniziativa la cui proposta prevede un pagamento anticipato di $ 2 500 (duemila e cinquecento dollari) da parte del team creativo, duemila sono per la Image come editore e cinquecento per l'imprint Shadowline. La cifra serve a coprire i costi di pubblicazione e distribuzione dell'albo, a cui viene garantita una certa visibilità all'interno del catalogo Previews della Diamond Comic Distributors, di fatto rimasto unico distributore di fumetti prodotti negli USA (e rimane tale fino al 2020). Tutti i profitti al netto delle spese (di $ 2 500) vanno agli autori. Valentino si riferisce a questa nuova ondata di titoli come la Non-Line, in quanto si tratta di una linea editoriale che si muove al di fuori di canoni o generi precisi ma segue le idee e proposte più originali. Inoltre presenta diversi fumetti in bianco e nero, alcuni dei quali provenienti dalla Caliber Press. Non vi sono quindi indirizzi editoriali di alcun tipo per rientrare in questa atipica (non-) etichetta. Si tratta di una piccola rivoluzione editoriale all'interno della Image, ma come sostiene lo stesso Valentino, nessun partner può essere condizionato o limitato dagli altri e quindi mette a frutto questa libertà per cercare di dare una nuova identità alla Image, ormai in crisi di vendite dal 1995. A questo si aggiunge una crisi di immagine dovuta a dissidi interni che portano alla uscita dello stesso Rob Liefeld (primo sostenitore e ideatore della Image) dalla casa editrice. La Non-Line si presenta ai lettori con i seguenti titoli: ESPers e Age of Heroes di James Hundall, The Adventures of Aaron di Aaron Warren, Soulwind di C.S.Moore, Star Child di James A. Owen, Replacement God di Zander Cannon, Dusty Star di Andrew Robinson, Amanda & Gun di Jimmie Robinson, The Badger di Mike Baron e Michael Avon Oeming, The Nameless di Joe Pruett e Phil Hester, Ship of Fools di Bryan Glass e M.A.Oeming, Ragmop di Rob Walton. Inizialmente l'iniziativa pare riscuotere un certo successo (almeno per alcuni titoli), per esempio Hundall passa dal vendere 2 000 copie di ESPers a venderne 17 000 per il primo albo sotto la Shadowline/Image e Zander Cannon raggiunge le 10 000 copie per Replacement of God. Il problema è che si tratta di aumento momentaneo, seguito da un repentino calo delle vendite, inoltre diversi titoli non hanno una sostanziale crescita neppure con l'albo di esordio. Il problema non risiede però nel progetto concepito da Valentino ma è un problema sistemico dell'intero mercato fumettistico. Il 1997 è un altro anno difficile per tutti gli editori (major e indie), nonostante il crollo delle vendite del biennio precedente, tra il 1996 e il 1997 vi è un'ulteriore discesa del 25%. Nella top 100 dei best seller solo 25 albi superano le 70 000 copie vendute mentre solo quattro anni prima un albo che totalizzava 120 000 copie non rientrava tra i primi 50 albi più venduti del mese. Uno degli aspetti positivi dell'iniziativa è stata comunque quella di aver riportato la Image a essere un faro per gli autori desiderosi di proporre opere alternative e creator-owned. Tra questi vi è Brian Michael Bendis (futuro autore di best seller degli anni duemila) che decide di passare dalla Caliber Press alla Image proprio perché entusiasta dell'iniziativa di Valentino. Decide quindi di distribuire con Image la limited-series Jinx (nel 1997), opera di genere noir da lui scritta e disegnata. Questa iniziativa gli darà la possibilità di realizzare l'opera che lo porta all'attenzione dei lettori e delle major (Marvel/DC), ovvero Powers (pubblicata da Image tra il 2000 e il 2004). La serie viene co-creata e disegnata da Oeming proveniente dagli artisti della Non-Line.
Il 25 agosto 1999 Valentino si ritrova a diventare Publisher (ovvero editore) della Image, ruolo che di fatto non era mai stato ricoperto prima. Prende infatti il posto di Larry Marder (che passa alla Todd MacFarlane Productions) ma questi veniva considerato un image executive (o direttore esecutivo) e i cui poteri gestionali sono sempre rimasti imprecisati. Non è però da sottovalutare la sua determinazione nel cercare di far rispettare le date di scadenza per la pubblicazione degli albi sollecitati e l'attività di marketing per diffondere i brand della casa editrice. Con l'arrivo di Valentino si ha però una nuova impostazione a livello di scelte editoriali e di immagine, sempre rispettando l'indipendenza dei partner fondatori. Per correttezza Valentino sospende però le pubblicazioni dell'imprint ShadoLine per evitare conflitti di interesse e possibili polemiche. L'imprint riprese le proprie attività nel 2004 quando Valentino venne sostituito come editore della Image da Erik Larsen.

### Valentino editore della Image (1999-2004)
(Jim Valentino.)
Quando Valentino sale alla guida della casa editrice di Berkeley si trova in un momento delicato e il mercato fumettistico è ancora in declino dopo la bolla speculativa dei primi anni novanta. La situazione che lo ha portato ad essere il primo vero editore dell'Image è comunque singolare in quanto dopo la dipartita di Rob Liefeld (1996), il suo più caro amico e sostenitore, Jim ha temuto per la sua posizione o permanenza nella Image visto la posizione negativa di McFarlane nei suoi confronti e le forti crisi di vendite della Shadowline tra cui il mancato successo della Non-Line. Inizialmente Todd McFarlane si era fortemente opposto a farlo partecipare alla fondazione della Image nel 1992. Secondo quanto riportato da Liefeld, McFarlane riteneva Valentino un artista mediocre, non all'altezza dei nuovi standard richiesti ai disegnatori della Image. Tra l'altro Jim è l'unico a non aver lavorato su un titolo Marvel di grande successo, di fatti, come già detto, prima di diventare partner Image Valentino realizzava la serie Guardians of the Galaxy, con risultati di vendita non certo eclatanti. Nonostante ciò Rob lo vuole tra i fondatori per la sua esperienza nel mercato indipendente dei fumetti e a questo si aggiunge la sua capacità di guardare oltre l'orizzonte del fumetto supereroistico e individuare artisti con nuove idee e progetti che non siano legati ad eroi in calzamaglia. Bisogna però considerare che negli ultimi 3 anni sono successi avvenimenti imprevedibili (o quasi) in quanto il fondatore Rob Lifield se n'è uscito con strascichi legali, il golden boy Jim Lee (l'unico che McFarlane considera alla sua altezza) ha venduto i Wildstorm Studios alla DC Comics (nel 1998) di cui diviene editor, Erik Larsen (pur continuando Savage Dragon) è tornato a lavorare per la DC, per la quale realizza Aquaman, e per la Marvel, per la quale è impegnato su Wolverine e Nova, l'altro co-fondatore Marc Silvestri è invece totalmente focalizzato sul suo imprint Top Cow Production e già una volta si è dimostrato propenso a staccarsi dalla Image. Valentino e il suo approccio da autore indipendente, più volte sostenuto e ribadito con la ShadowLine sembra, anche per Todd, la scelta giusta per traghettare l'Image in questo periodo turbolento. Facendo leva sulla delicata situazione del gruppo Valentino ha la forza decisionale per impostare nuove direttive editoriali, mutuate dalla sua esperienza come direttore creativo della Shadowline.
Questo nuovo approccio cambia in pochi anni il volto della casa editrice tanto da arrivare a rivedere completamente la visione Image Style. Se negli anni novanta la Image è stata ben riconoscibile sia per i suoi eroi di nuova generazione e l'approccio grafico innovativo e ipertrofico, ora Valentino mette al centro del suo programma editoriale lo sviluppo di progetti alternativi e la ricerca di nuovi autori, promuovendo in special modo limited-series, one-shot, graphic novel e raccolte in edizione "hardcover" (con copertina cartonata) di serie meritevoli di essere distribuite nel mercato librario. Le sue capacità in questo tipo di selezione fanno sì che alla Image arrivi una nuova generazione di autori che si imporranno al grande pubblico negli anni duemila. I due più celebri sono Robert Kirkman e Brian Michael Bendis.
Ancora oggi i giudizi sull'operato di Valentino sono diversi e contrastanti: se da un lato, gli sforzi dell'autore hanno portato alla scoperta di una serie di nuovi fumettisti di talento, d'altro canto l'Image ha visto un calo delle vendite complessive. Nonostante questo Valentino, fu in grado di aprire nuovi flussi di entrate, quali le vendite ai negozi tradizionali di libri e le biblioteche. Gli effetti del suo operato sono però maturati nel lungo termine in quanto dal 1999 la Image è stata riconosciuta come la casa editrice ideale per autori desiderosi di proporre opere alternative e creator-owned. Tra le conseguenze vi sono il duro colpo inferto all'imprint Vertigo di Karen Berger, che tra il 1993 e il 1999 era stata il punto di riferimento per questo tipo di iniziative. La crisi per Vertigo si è fatta evidente soprattutto negli anni 2010, la chiusura è arrivata nel 2020.

### Seconda fase (dal 2004)
Nel 2004 Valentino viene sostituito nel suo ruolo di Publisher da Erik Larsen, ha quindi modo di pianificare un rilancio del suo imprint. A luglio, la pubblicazione dell'albo speciale per il ventesimo anniversario di Normalman segna l'inizio di una nuova fase per la ShadowLine. Il primo volume ad avere il logo ShadowLine sulla copertina dopo la rinascita fu ShadowHawk vol 2 n. 1 (maggio 2005). Altri titoli creati da Valentino, ma seguiti da diversi team creativi sono Blacklight, Task Force One, Intimidators, Emissary, Bomb Queen, After the Cape e Sam Noir.
Oggi, ShadowLine pubblica opere di generi alquanto differenti, vantando tra le sue file artisti quali Jimmie Robinson, Ted McKeever, Jeff Mariotte, Mike Mayhhew, Steve Niles e Michael Cavallaro, con una parco di pubblicazioni distribuite come one-shot, limited-series, serie regolari, raccolte Trade Paperback e Hardcover.

## Sito internet
Il 25 giugno 2008, il sito ShadowLine è stato rilanciato e nelle settimane e nei mesi che seguirono il sito è diventato sede di diverse serie di webcomics, tra cui Brat-halla, Chicago:1968, Finder and Yenny, Hannibal Goes to Rome, Action, Ohio, Platinum Grit, Nightmare World, Li'l Depressed Boy e the Mundane Overrated Misadventures of Spudman.
Nella prima parte del 2011 il sito ShadowLine è stato rinominato e rilanciato ancora una volta. Sono state pubblicate quindi nuove webcomics come ad esempio The Tales of Mr. Rhee.

## Silverline Books
Insieme con il rilancio del sito, nel 2008 avviene l'annuncio della creazione di un "sub-imprint" (o sotto-etichetta) denominata "Silverline Books". Questa viene creata con lo scopo di pubblicare opere adatte a tutte le età, differenziandole da quelle indirizzate a un pubblico maturo che costituiscono il corpus principale della ShadowLine. Si vuole rendere quindi più chiara l'offerta per i lettori, proprietari di fumetterie e bibliotecari.

## Pubblicazioni
Nella seguente lista sono elencati in ordine alfabetico i titoli pubblicati da ShadowLine:
- Accelerate (2007)
- After the Cape (2007)
- Aletheia (2008)
- Archibald Saves Christmas (2007)
- Archibald Saves Easter (2008)
- Archibald Chases the Dragon (2009)
- A Touch of Silver (1997)
- Badger vol. 2 (1997)
- Blacklight (2005)
- Bomb Queen:
  - Bomb Queen: Royal Flush (2006)
  - Bomb Queen II: Queen of Hearts (2006)
  - Bomb Queen III: The Good, the Bad and the Lovely (2007)
  - Bomb Queen IV: Suicide Bomber (2007)
  - Bomb Queen V: The Divine Comedy (2008)
  - Bomb Queen vs. Blacklight: Cat Fight (2005)
  - Bomb Queen Presents: All Girl Comics (2009)
- Bruce: The Little Blue Spruce (2008)
- Cemetery Blues (2008)
- Cowboy Ninja Viking (2009)
- Comeback (miniserie di 5, 2012)
- Dear Dracula (2008)
- Debris (2012)
- Dia de los Muertos (miniserie di 3, 2013)
- DNAgents (2008)
- Drawing From Life (2007)
- Eddy Current (2008; hardcover)
- Emissary (2006)
- Enormous (2012)
- Evil and Malice (2009; Silverline)
- Graveslinger (2007)
- Grim Leaper (2012)

- Greenwake (2011)
  - Greenwake Volume One
  - Greenwake Volume Two: Lost Children
- Gutwrencher (2008)
- Heathentown (2009)
- Harvest (2012)
- Hiding in Time[8] (2007)
- I Hate Gallant Girl (2008)
- In Her Darkest Hour (2007)
- Intimidators (2005)
- Kamikazi Blacktop
- Lazarus (2007)
- Metropol (hardcover)
- Missing the Boat (2008)
- Morning Glories (2010)
- M-Theory[9] (2008)
- New World Order (2008)
- Normalman 20th Anniversary Special (2004)
- The Complete Normalman (2007)
- Overlook (2009)
- The Pact (2005)
- Parade (with Fireworks) (2007)
- Peter Panzerfaust (2012)
- Platinum Grit (2009)
- Pretty, Baby, Machine (2008)
- PX:
  - PX! A Girl and Her Panda (2007)
  - PX! vol. 2 (2008)
- Rebel Blood (2012)
- Reckers
- The Return of ShadowHawk (2004)
- The Roberts (2008)
- Runes of Ragnan (2005)
- Savage (2008)

- Sam Noir:
  - Sam Noir: Ronin Holiday (2007)
  - Sam Noir: Samurai Detective (2006)
- Second Chance at Sarah
- Shadowhawk:
  - ShadowHawk (1992)
  - ShadowHawk II (1993)
  - ShadowHawk III (1993)
  - ShadowHawk (2004)
  - ShadowHawk vol. 2 (2005)
  - ShadowHawk vol. 3 (2010)
- Sonata (2019)
  - Sonata,Vol.1: Valley of the Gods (TPB, 2019)
- Small Gods (2005)
- The Surreal Adventures of Edgar Allan Poo
  - The Surreal Adventures of Edgar Allan Poo: Book 1[10] (2007)
  - The Surreal Adventures of Edgar Allan Poo: Book 2 (2008; Silverline)
- T. Runt! (2009; Silverline)
- Task Force One (2006)
- Tasty Bullet (2009; OGN)
- The Lava Is a Floor (2009; Silverline)
- Tiffany's Epiphany (2009; Silverline)
- Timothy and the Transgalactic Towel (Silverline)
- Transit (2008; hardcover)
- Urban Monsters (2008)
- Vignettes: The Director's Cut (2008)
- Vix! (2008)
- Ward of the State (2007)
- Zombie Cop (2009)